# Igreja Nacional do Reich
A expressão alemã Reichskirche (Igreja do Império, Igreja do Reich, também chamada de Igreja Nacional do Reich) é aplicada a diferentes e grande fases e partes da história sobre a relação entre Estado e Religião na Alemanha. Ela designa uma estreita conexão ideal, institucional, e comunitária entre um sistema político governante e uma religião cristã difundida em uma determinada área, que durante o Terceiro Reich foi gradualmente moldada de cristianismo positivo em culto pagão. Além disso, a Igreja era subordinada ao Estado ou autoridade monárquica, e sem isto não havia legitimidade moral nem legal, e, em contrapartida, era protegida materialmente e promovida. Como herança, ainda hoje a Igreja na Alemanha é vinculada ao Estado.

## O Sistema das Igrejas no Sacro Império Romano-Germânico
Nesta fase, do Sacro Império Romano-Germânico, havia uma confusão entre o Estado e a Igreja (Religião), até mesmo por uma questão de conveniência.
O Kaiser alemão teve de reconhecer que os feudos não eram suficientes para administrar a sua terra. Havia dentre os vassalos a tendência de transformar as propriedades feudais em propriedades hereditárias próprias, tirando-as da influência do Cáiser (Imperador).
Portanto, o Cáiser passou a dar as terras para os bispos católicos, que não podiam ter filhos, e assim o problema da hereditariedade não se colocava (esse período é por vezes chamado de “A Feudalização da Igreja”). Essa relação se tornou problemática quando a reforma da Igreja de Cluny (Saône-et-Loire) levou a tarefa pastoral da Igreja mais a sério, e os Eclesiásticos – inclusive os bispos – tiveram de deixar de jurar fidelidade às autoridades temporais para jurar fidelidade apenas ao Papa. Isso levou a disputas entre o Papa e o Cáiser, o que culminou na Questão das Investiduras.
Entretanto, a relação entre o Papa e o Kaiser (Imperador) permaneceu próxima, pois, a partir de Oto I, o Grande até a mediatização alemã de 1803, muitos dos bispos alemães também eram cumulativamente os Príncipes do Império.

## Durante o Terceiro Reich
Nesta fase, a Igreja Nacional do Reich ou Igreja do Reich (em alemão: Reichskirche) foi uma  criação, com base na Gleichschaltung, que forçou as Igrejas Protestantes alemãs a unirem-se em uma só na Alemanha nazista, considerada a "igreja oficial" do regime, cujo objetivo era abranger e "nacionalizar" todos os alemães protestantes numa única instituição.
Como resposta, em sua oposição, foi criada a Igreja Confessante, um movimento cristão de resistência ao Partido Nazista na Alemanha. A Igreja Confessante defendia que a Igreja do Reich atentava contra princípios do protestantismo, tais como a liberdade religiosa e a liberdade de associação.
Foi criada em julho de 1933, quando os representantes das igrejas protestantes alemãs que se sujeitaram a isso (na maioria dos casos, forçadamente) escreveram uma constituição para uma Igreja do Reich, criada a partir da fusão das 28 igrejas luteranas e reformistas alemães, que englobavam em torno de 48 milhões de adeptos. Sua criação foi formalmente reconhecida pelo Reichstag no dia 14 de julho. Adolf Hitler disse: "Por meu intermédio, a igreja Protestante poderia tornar-se a igreja oficial, como na Inglaterra". Apesar da tentativa do partido nazista, a Igreja do Reich porém não conseguiria nazificar com êxito os protestantes e, já em 1934, suas relações com a Alemanha nazista começaram a se deteriorar, e a partir de 1936, os resistentes que não se sujeitaram a força do Reich, passaram a ser presos e mortos.

### Ideologia
A ideologia da Igreja do Reich era baseada no "cristianismo positivo". Durante a Segunda Guerra Mundial o regime nazista visava aplicar um programa de trinta pontos para a Igreja do Reich, no qual, pretendia-se substituir o cristianismo pelo paganismo germânico, eles foram apresentados por Alfred Rosenberg, editor do Völkischer Beobachter, assumidamente pagão, dentre os pontos mais importantes estão:

1. A Igreja Nacional do Reich da Alemanha afirma categoricamente o direito e o poder exclusivos de controlar todas as igrejas na jurisdição do Reich: declara serem elas as igrejas nacionais do Reich alemão.
5. A Igreja Nacional se dispõe a exterminar irrevogavelmente (…) as crenças cristãs estranhas e estrangeiras trazidas para a Alemanha no malfadado ano de 800.
7. A Igreja Nacional não tem escribas, pastores, capelães ou padres, mas oradores do Reich para falar em seu nome.
8. O ariano Jesus, teria lutado corajosamente para destruir o Judaísmo e teria caído vítima na luta, assim os alemães agora estariam exortados a chegar a serem vencedores na própria luta de Jesus contra os judeus.
13. A Igreja Nacional exige a imediata cessação da publicação e difusão da Bíblia na Alemanha.
14. A Igreja Nacional declara que para ela, e consequentemente, para toda a nação alemã, ficou decidido que Minha Luta, do Führer, é o maior de todos os documentos. Ele (…) não somente contém a maior, mas incorpora a mais pura e verdadeira moral para a vida atual e futura de nossa nação.
18. A Igreja Nacional retirará de seus altares todos os crucifixos, bíblias e santos.
Sobre os altares não deve haver nada além de Minha luta (para a nação germânica e, portanto, para Deus o livro mais sagrado) e à esquerda do altar uma espada.
30. No dia de sua fundação a cruz cristã deve ser removida de todas as igrejas, catedrais e capelas e deve ser substituída pelo único símbolo inconquistável – a suástica. 
Segundo Shirer, após "cristãos alemães" (entre aspas) terem feito uma reunião liderada pelo líder de uma seita, Reinhard Krause, em novembro de 1933, que propôs o abandono do Antigo Testamento e a revisão do Novo Testamento; estes que exigiam a retirada do Antigo Testamento e reformulação do Novo Testamento, reunidos, solicitavam fidelidade dos pastores à Hitler, e insistiam que fossem retirados os judeus das igrejas. O bispo Muller desautorizou o Krause

### O Bispo e clero do Reich

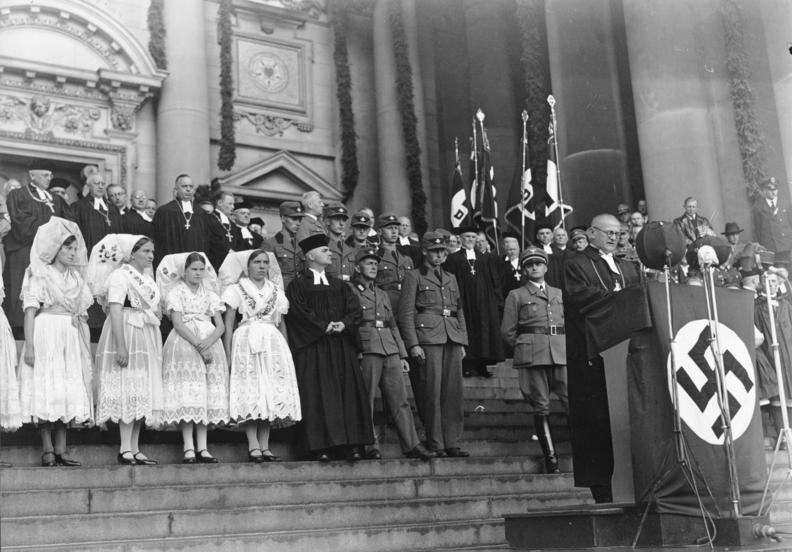
Discurso de Ludwig Müller após a sua posse formal como Bispo Reich em Berliner Dom, 23 Setembro de 1934.

Imediatamente após a criação da Igreja do Reich, surgiu uma luta para a eleição de seu ispo. O Führer Adolf Hitler insistia que ele devia ser dado a Ludwig Müller, o conselheiro de Hitler em assuntos da Igreja Protestante e chefe dos "cristãos alemães" (um grupo protestante neo-pagão). Os dirigentes da Federação das Igrejas propuseram o pastor Friedrich von Bodelschwing, porém, o governo nazista interveio, dissolveu uma quantidade de organizações eclesiásticas provinciais, suspendeu diversos importantes dignitários das igrejas protestantes, utilizando a S.A e a Gestapo, aterrorizando os que apoiavam Bodelschwing.
Na véspera da eleição dos delegados ao sínodo que escolheria o bispo do Reich, Hitler pessoalmente ocupou o rádio para exortar à eleição os cristãos alemães, dos quais Müller era candidato. Bodelschwing retirou sua candidatura, e a eleição apresentou uma maioria de cristãos alemães que em setembro, no sínodo de Wittemberg, local escolhido por ser onde Martinho Lutero pela primeira vez desafiara a Igreja Católica, Müller foi eleito bispo do Reich. Uma vez que Lutero foi antisemita, frequentemente os líderes nazistas apelavam para seus escritos para justificarem seus pontos de vista. Por exemplo, em 5 de outubro de 1933, o Pastor Wilhelm Rehm de Reutlingen, declarou publicamente, que "Hitler não teria sido possível sem Martinho Lutero".
No dia seguinte a posse de Müller, o dr. Reinhard Kraise propôs em uma reunião que o Antigo Testamento, de origem judaica, fosse abandonado e o Novo Testamento fosse revisto de acordo com as doutrinas nazistas, mais sua ideia foi considerada exageradamente extremista e foi abandonada e Kraise suspenso. Müller não foi capaz de estabelecer a unidade ou nacionalizar completamente as igrejas protestantes, renunciando no final de 1935 depois que a Gestapo prendera setecentos pastores da Igreja Confessional, a opositora da Igreja do Reich.

### Confrontos com a Igreja Confessional
Em oposição a Igreja do Reich o pastor Martin Niemöller, já em 1934, constituía resistência espiritual e discordava de algumas ideologias nazistas. Tornou-se o líder da Igreja Confessional e da Liga de Emergência dos Pastores, em 1934, no Sínodo Geral, em Barmen, e Dahlem, a Igreja Confessional declarou-se a legítima Igreja protestante da Alemanha e estabeleceu uma direção provisória, em oposição a Igreja do Reich. Assim, havia dois grupos afirmando constituírem legalmente a Igreja.
Já em julho de 1935, Hitler indicara um advogado nazista, dr. Hans Kerrl para o cargo de Ministro de Negócios da Igreja, com instrução de conduzir acordo com a resistência espiritual protestante. Kerrl obteve grande sucesso inicialmente, organizando um Comitê Eclesiástico dirigido pelo dr. Zöllner. Niemöller cooperou com o Comitê, embora o grupo de Niemöller ainda afirmasse ser a única igreja legítima, em oposição à Igreja do Reich. Então, no final de 1935, houve a prisão de 700 pastores da Igreja Confessional pela Gestapo. Após as prisões, o Capelão nazista do exército, a despeito da sua intimidade com Hitler, renunciou ao cargo e saiu de cena. Em 1936, Niemöller enviar uma carta a Hitler e acusa o regime nazista de anticristão e antissemitismo. Como reação,a Igreja Confessional teria seus fundos confiscados, foi proibida de fazer coletas e centenas de seus pastores foram presos e alguns mortos. Zöllner se demitira em 1937 por ter sido impedido de visitar alguns pastores presos pela Gestapo em Lübeck, e foi acusado por Kerrl de não ter conseguido avaliar a doutrina nazista corretamente, revelando a hostilidade do governo perante a Igreja protestante e católica:
"O Partido [disse Kerrl] se fundamenta no cristianismo positivo, o nacional-socialismo (…) O nacional-socialismo é a execução da vontade de Deus (…) A vontade de Deus revela-se no sangue alemão (…) O dr. Zölnner e o conde Galen [bispo católico de Münster] quiseram convencer-me de que o cristianismo consiste na fé em Cristo, como Filho de Deus. Isso fez-me rir (…) Não, o cristianismo não depende do credo dos apóstolos (…) O verdadeiro cristianismo é representado pelo partido, e o povo germânico é agora convocado pelo partido, e especialmente pelo Führer, para realizar o verdadeiro cristianismo (…) O Führer é o precursor de uma nova revelação." 
Niemöller foi preso em 1937, após oito meses foi julgado e condenado sete meses de cárcere e multa de 2.000 marcos. Como já cumprira pena além do tempo enquanto aguardava o julgamento, foi libertado e logo depois preso pela Gestapo no Campo de concentração de Sachnhausen e depois em Dachau. No mesmo ano, 807 pastores e leigos da Igreja Confessional foram presos e a resistência decaiu. A maioria dos pastores protestantes submeteu-se, ante o terror nazista, como, aliás, quase todos na Alemanha, à Igreja do Reich. Na primavera de 1937, um respeitado bispo protestante foi induzido por Kelrr a fazer uma declaração, com aparência de humilhação ao homem de fé, favoráveis ao nazismo, e em 1938, por obrigação legal, diversos pastores prestaram juramente de fidelidade à Hitler. Segundo Willian L Shirer, "a perseguição aos protestantes e católicos pelo nazismo dividiu o povo alemão ou mesmo abalou a grande maioria dele. Um povo que havia tão facilmente entregado a liberdade política não estaria disposto a morrer ou ser preso pela liberdade religiosa". Em 1945, em decorrência da derrota da Alemanha nazista, a Igreja do Reich se dividiria novamente em suas instituições originais.

### Paganismo como religião no período de Hitler
Diversos autores escreveram sobre as influências pagãs sobre o nazismo. Defendiam que seria a raça ariana descendente do povo de Atlântida e o povo judeu seria a causa de sua destruição. Por intermédio dos órgãos de informação oficial, para se opor definitivamente a católicos e protestantes, há a substituição do Deus monoteísta por deuses viquingues, como é descrito no livro "Nazismo: um assalto à civilização" é apresentado que no dia 30 de julho de 1933 mais de cem mil nazistas tinham-se reunido em Eisenach para declarar querer tornar "a origem germânica a realidade divina", restaurando Odin, Baldur, Freia, e os outros deuses teutônicos nos altares da Alemanha — Wotan deveria estar no lugar de Deus, Siegfried no lugar de Cristo. Nesses rituais, o Deus Pai e o seu Cristo eram substituídos por esse panteão pagão.
Movimento da Fé Germânica (Deutsche Glaubensbewegung, DGB) tinha como profeta Jakob Wilhelm Hauer (1881-1962), professor de Teologia em Tübingen, que pregava uma fé ariana para os alemães. No livro Deutsche Gottschau, Hauer defendia que a história da Alemanha era mais do que mera sequência de fatos, havendo na sua base uma Divindade que encarnava o espírito da raça ariana.
A Páscoa de 1936 foi preparada na Alemanha como se fosse um grande festival pagão. As livrarias se encheram de literatura pagã, e a bandeira azul com o disco solar dourado do “Movimento da Fé Germânica” (DGB) chegou às mais recônditas zonas rurais. Uma grande manifestação foi organizada em Burg Hunxe, na Renânia.
No Congresso de Nuremberg, em 1937, revivia entre os nazistas o paganismo ancestral do povo ariano, surgindo um místico laicismo como um dos tópicos centrais em discussão: para que a Alemanha voltasse à sua antiga fé, não bastava a separação da Igreja e do Estado; as Igrejas cristãs teriam que ser destruídas, e o Estado transformado numa nova Igreja; impunha-se uma nova religião Nacional
Micklem, ao escrever “O Nacional Socialismo e a Cristandade”, apresenta rituais da mitologia nórdica, uma crença tipicamente pagã, onde, durante esse ritual, em 1938, o proeminente oficial nazista Julius Streicher, no festival nórdico do Solstício de Verão, perante uma enorme multidão de alemães reunidos em Hesselberg — montanha que o Fuhrer declarou sagrada —, ao lado de uma grande fogueira simbólica, disse:
"Se olharmos para as chamas deste fogo sagrado e nelas lançarmos os nossos pecados, poderemos baixar desta montanha com as nossas almas limpas. Não precisamos nem de padres nem de pastores".
Julius Streicher, autor dessa declaração, amigo pessoal de Hitler responsável pelo marketing nazista, por intermédio do jornal Der Stürmer, do qual fora diretor, era um dos que faziam a apresentação para o público do que de representava o nazismo. Era um dos porta vozes da imagem nazista, foi um dos principais responsáveis pelo ambiente racista, xenófobo e antissemita na Alemanha, que acabaria por culminar no Holocausto, em 1938. Suas declarações nesse ritual rompiam com as Igrejas cristãs, protestantes e católica.
É nesse ano de 1938, depois das perseguições aos judeus que vinham desde a subida ao poder de Hitler, em 1933, que a perseguição aos cristãos também passava a ser sistemática. Gerado pela ação dos responsáveis por órgãos nazistas, como destaque para, além de Goebbels, Heinrich Himmler e Reinhard Heydrich, o nazismo entrava em clara ruptura com as Igrejas cristãs, protestantes e católica.
Mais tarde, ao estudar o fenômeno totalitário, o filósofo Herbert Marcuse identifica na ideologia do nazismo várias camadas sobrepostas, considerando precisamente o paganismo, a par do misticismo, racismo e biologismo, uma das componentes essenciais da sua "camada mitológica". A perspectiva de Marcuse foi partilhada pela "Escola de Frankfurt", especialmente por Max Horkheimer e Erich Fromm.
Para Emmanuel Levinas, o Nazismo apresentava uma forma de religiosidade pagã que se opunha a toda uma civilização monoteísta.